# Estación de Pont de Fusta
Pont de Fusta, antiguamente denominada como estación de Santa Mónica, estación del Puente de Madera y estación Valencia - Pont de Fusta, fue (desde 1888 hasta 1995), la estación cabecera de la zona norte del Trenet de Valencia. En la actualidad es una estación de la línea 4 de Metrovalencia que fue inaugurada el 21 de mayo de 1994. Se encuentra en el centro de la calle de Almassora.

## Situación
Se encuentra en el barrio de La Saïdia de Valencia, en el extremo norte de la Ciutat Vella al otro lado del antiguo cauce del río Turia. La antigua estación, un poco más al sur de esta (diseñada por el arquitecto Joaquín María Belda), estaba situada al borde del cauce en frente del llamado Pont de Fusta. Esta estación fue el contrapunto de la Estación del Norte, situada al sur del distrito de Ciutat Vella.
Esta estación se encuentra al extremo norte del centro histórico de la ciudad de Valencia, pues al extremo sur del centro histórico, se encuentra la estación del Norte de cercanías Valencia y Adif. Ambas estaciones son de fachada monumental, céntricas en Valencia y las dos estaciones se encuentran a una altitud de 15 metros sobre el nivel del mar. 
Los viajeros procedentes de la estación de Pont de Fusta (antigua estación de FEVE) con los destinos a Liria, Bétera y Rafelbuñol pueden seguir llegando a esos municipios. Los viajeros con destino a Liria y Bétera tienen que utilizar el tranvía de la línea 4 en dirección Mas del Rosari y en la estación de Empalme realizar transbordo gratuito con las líneas 1 y 2 de Metrovalencia, línea 1 dirección a Bétera, línea 2 dirección a Liria. También realizando transbordo gratuito en la estación de Empalme se puede llegar a los municipios de la zona sur de Valencia. Como
Torrente por las líneas 1 y 2 de Metrovalencia y Villanueva de Castellón por la línea 1. Los viajeros con destino Rafelbunyol tienen que utilizar el tranvía de la línea 4 en dirección Doctor Lluch y en la Estación de Benimaclet realizar transbordo gratuito con la línea 3 de Metrovalencia con dirección a Rafelbunyol .
También realizando transbordo gratuito en la estación de Benimaclet se puede llegar al municipio de Ribarroja del Turia por la Línea 9 y al aeropuerto de Valencia por la línea 3.

## El edificio
Está situada en el centro de la calle Almassora, donde se levantan los andenes a ambos lados de las vías del tranvía sobre la traza de la antigua playa de vías de las líneas de la zona norte del trenet de Valencia líneas (Valencia - Liria, Valencia - Bétera, Valencia - Rafelbuñol y Valencia - al Grao). La antigua estación Valencia - Pont de Fusta de FEVE, (contaba con 11 vías y 4 andenes), estuvo en funcionamiento entre 1888 y 1995, se situaba en un edificio de tres plantas con numerosos ventanales que ahora sirve como comisaría de policía. Dicho edificio se encuentra al sur de la actual estación de tranvía, en la curva de cambio de sentido que permite a la línea ser pasante. En el vestíbulo de la antigua estación donde estaban las taquillas de venta de billetes, hasta mitad paredes hay adornos con azulejos valencianos y en el suelo un logotipo de FEVE, pero al estar el edificio en propiedad no se puede visitar. En 2017 hubo una exposición dentro del vestíbulo de la antigua estación  del trenet a FGV. 
Junto con la estación de Jesús ambas estaciones fueron las terminales principales de las líneas del trenet de la ciudad de Valencia y los municipios de su área metropolitana, entonces divididas en aquellos años en dos redes, norte y sur. 
Antigua Estación de Pont de Fusta cabecera norte de las líneas a Liria, Bétera, Rafelbuñol y El Grao. 
Antigua Estación de Jesús cabecera sur de la línea a Villanueva de Castellón. 

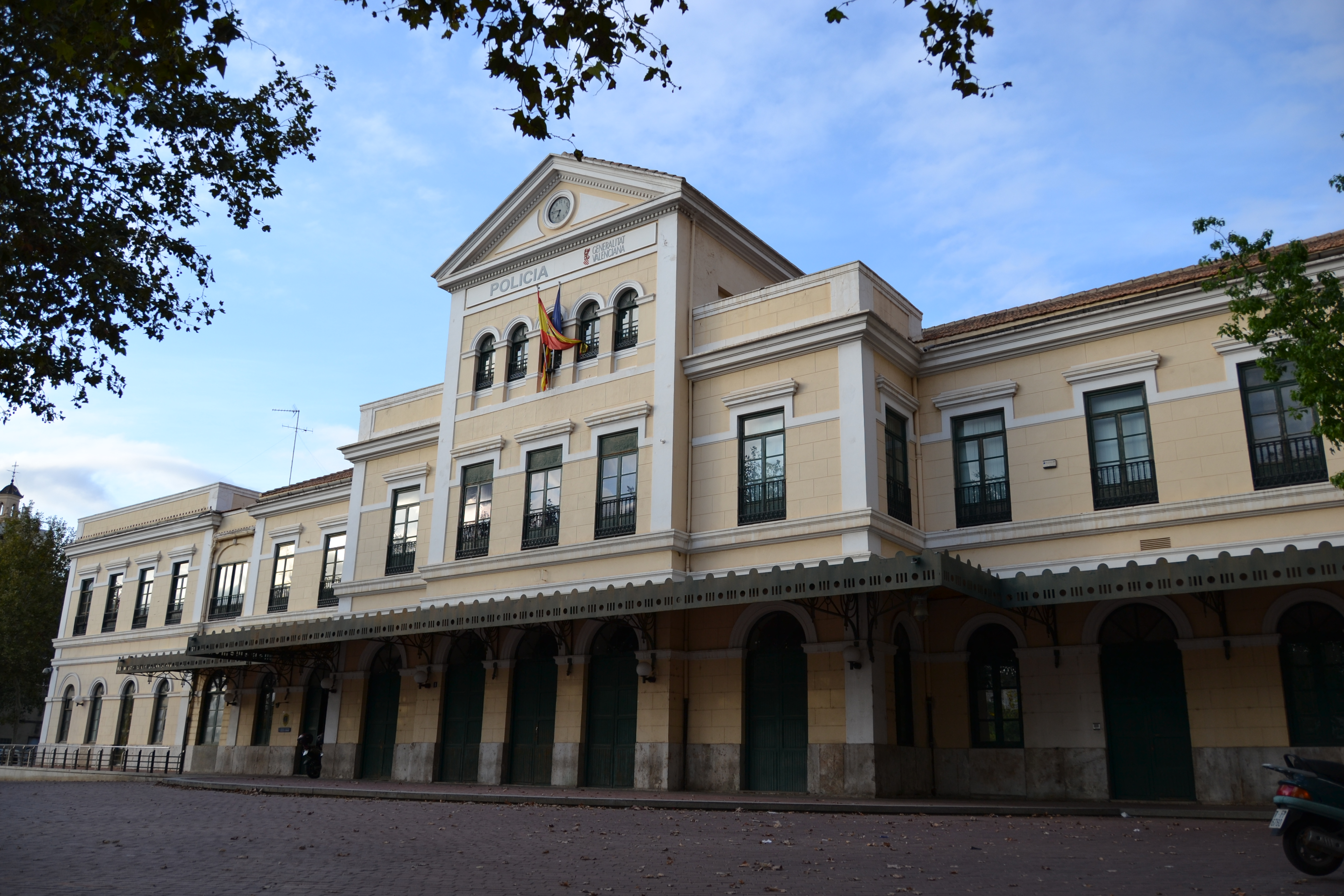
Fachada principal.
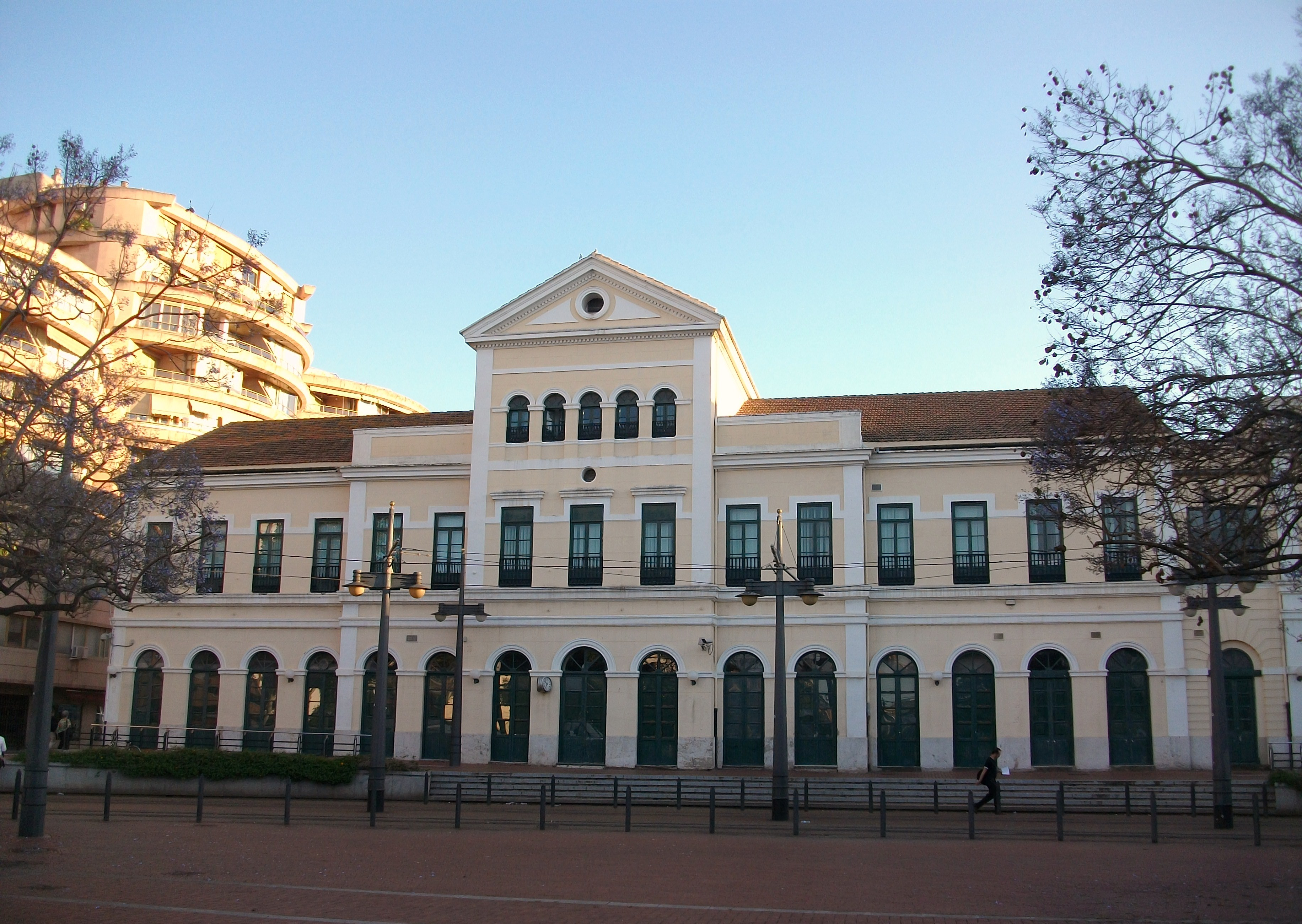
Fachada trasera.

La estación de Pont de Fusta, fue la principal estación del trenet de la zona norte de la ciudad de Valencia y tenía un tráfico intenso de viajeros, tanto que fue una de las estaciones que más tráfico de viajeros soportaba de Europa. Llegó a compararse con la estación de Victoria en Londres. 
El tráfico intenso de viajeros de la estación de Pont de Fusta fue descendiendo a partir de la inauguración del primer túnel de Metrovalencia el 8 de octubre de 1988. Las líneas 1 a Bétera y 2 a Liria, dejaron de utilizar este trazado, (Empalme - Pont de Fusta) y el 5 de mayo de 1995 se inauguró el segundo túnel de metro. La línea 3 a Rafelbuñol también dejó de prestar servicio a esta estación, el trazado (Alboraya - Palmaret a Pont de Fusta), quedó fuera de servicio junto a la histórica estación de Pont de Fusta, la única actividad ferroviaria que atiende esta estación, es el de los tranvías de la línea 4 de Metrovalencia.